# Poroštica
Poroštica es un pueblo ubicado en la municipalidad de Medveđa, en el distrito de Jablanica, Serbia.

## Superficie
Posee una superficie de 4,707 kilómetros cuadrados.

## Demografía
Hasta 2011 la población era de 33 habitantes, con una densidad de población de 7,011 habitantes por kilómetro cuadrado.